# Thagria retrorsa
Thagria retrorsa är en insektsart som beskrevs av Nielson 1982. Thagria retrorsa ingår i släktet Thagria och familjen dvärgstritar. Inga underarter finns listade i Catalogue of Life.